# Nyctiophylax gyratus
Nyctiophylax gyratus là một loài Trichoptera trong họ Polycentropodidae. Chúng phân bố ở miền Australasia.